# Laura Evangelista Alvarado Cardozo
Chân phước Laura Evangelista Alvarado Cardozo (25 tháng 4 năm 1875 - 2 tháng 4 năm 1967) là một nữ tu của Giáo hội Công giáo Rôma người Venezuela được công nhận là nhà sáng lập Dòng Nữ tu sĩ Thánh Augustinô Nhặt Phép Trái tim Chúa Giêsu, có với vai trò một như một phương tiện giúp đỡ người bệnh. Khi thực hiện công việc của mình, bà tự xưng tên mình là "María de San José". Trong cuộc đời bà, bà là người đương thời với Đấng đáng kính José Gregorio Hernández.
Bà đã được tôn phong chân phước vào năm 1995.

## Tiểu sử chính yếu
Vào ngày 3 tháng 11 năm 1893, bà bắt đầu làm việc tại một bệnh viện nhỏ và hỗ trợ bệnh nhân bị bệnh đậu mùa. Bà cũng thực hiện công tác tình nguyện ở các bệnh viện khác. Từ 1897 đến 1898, bà làm tình nguyện viên tại bệnh viện San José. Một trận động đất đã xảy ra tại đất nước vào tháng 10 năm 1900 đã dẫn đến việc bà thực hiện các nhiệm vụ chăm sóc những người vô gia cư và những người bị ảnh hưởng bởi thảm họa này. Vào ngày 11 tháng 2 năm 1901, bà đã được Tổng giám mục Tổng giáo phận Caracas Críspulo Uzcátegui cho phép thành lập dòng dựa trên Dòng Thánh Augustinô và chuyên dành cho việc chăm sóc người bệnh. Với ba bạn đồng hành, bà đã công bố các nghi thức mới và bắt đầu thời gian học tập của mình. Sau đó, bà được phong chức bề trên và giữ chức vụ đó cho đến khi từ chức vào năm 1960. Vào ngày 22 tháng 1 năm 1902, bà thực hiện nghi lễ tuyên khấn và nhận tên mới là "María de San José".
Vào ngày 28 tháng 9 năm 1903, các điều lệ Dòng do bà sáng lập đã được chấp thuận và được chính thức công nhận vào ngày 17 tháng 9 năm 1927 với vai trò là một án lệnh của giáo phận, có hiệu lực ngay lập tức và được mang tên Các nữ tu viện Augustinô Hospitaller; tên này đã thay đổi thành tên hiện nay tại một số thời điểm sau đó, trong tương lai. Theo yêu cầu của bà - vào ngày 10 tháng 5 năm 1950 - án lệnh được thêm vào Dòng Thánh Augustinô Nhặt Phép. Dòng nhận được sự chấp thuận của Giáo hoàng Piô XII vào ngày 15 tháng 11 năm 1952.
Bà được chẩn đoán mắc bệnh viêm phế quản phổi vào ngày 2 tháng 6 năm 1966, bệnh này đã làm suy giảm sức khỏe của bà. Bệnh tình của bà được cải thiện vào dịp lễ Phục Sinh năm 1967 mặc dù bà lại bắt đầu yếu đi không lâu sau đó. Cardozo qua đời vì chứng bệnh huyết khối vào ngày 2 tháng 4 năm 1967 lúc 12 giờ chiều. Phần thi hài còn lại của bà được đánh giá là không có gì đáng lo ngại sau khi được khai quật vào ngày 19 tháng 1 năm 1994 lúc 9 giờ sáng và sau đó đã được đặt vào trong một quan tài bằng đá mới vào tháng 9 cùng năm.